# Tarrafal de Monte Trigo
Tarrafal de Monte Trigo (em Crioulo cabo-verdiano (escrito em ALUPEC): Tarrafal d Mont Trig) é uma aldeia a oeste da ilha de Santo Antão, em Cabo Verde, situada-se na pes de Topo da Coroa.
O novo futebol clube de aldeia nomeado-se Tarrafal FC ou Tarrafal FC de Monte Trigo, fundado em 2009.

## Freguesia próximas
- Monte Trigo, a norte